# Katarzyna Górak-Sosnowska
Katarzyna Górak-Sosnowska (ur. 9 marca 1978 w Warszawie) – polska ekonomistka i religioznawczyni, profesor nauk społecznych, zajmująca się problemami społeczno-ekonomicznymi Bliskiego Wschodu i Północnej Afryki, muzułmańską kulturą popularną oraz zagadnieniami islamu i muzułmanów w Polsce i za granicą. Pracuje w Szkole Głównej Handlowej w Warszawie.

## Życiorys

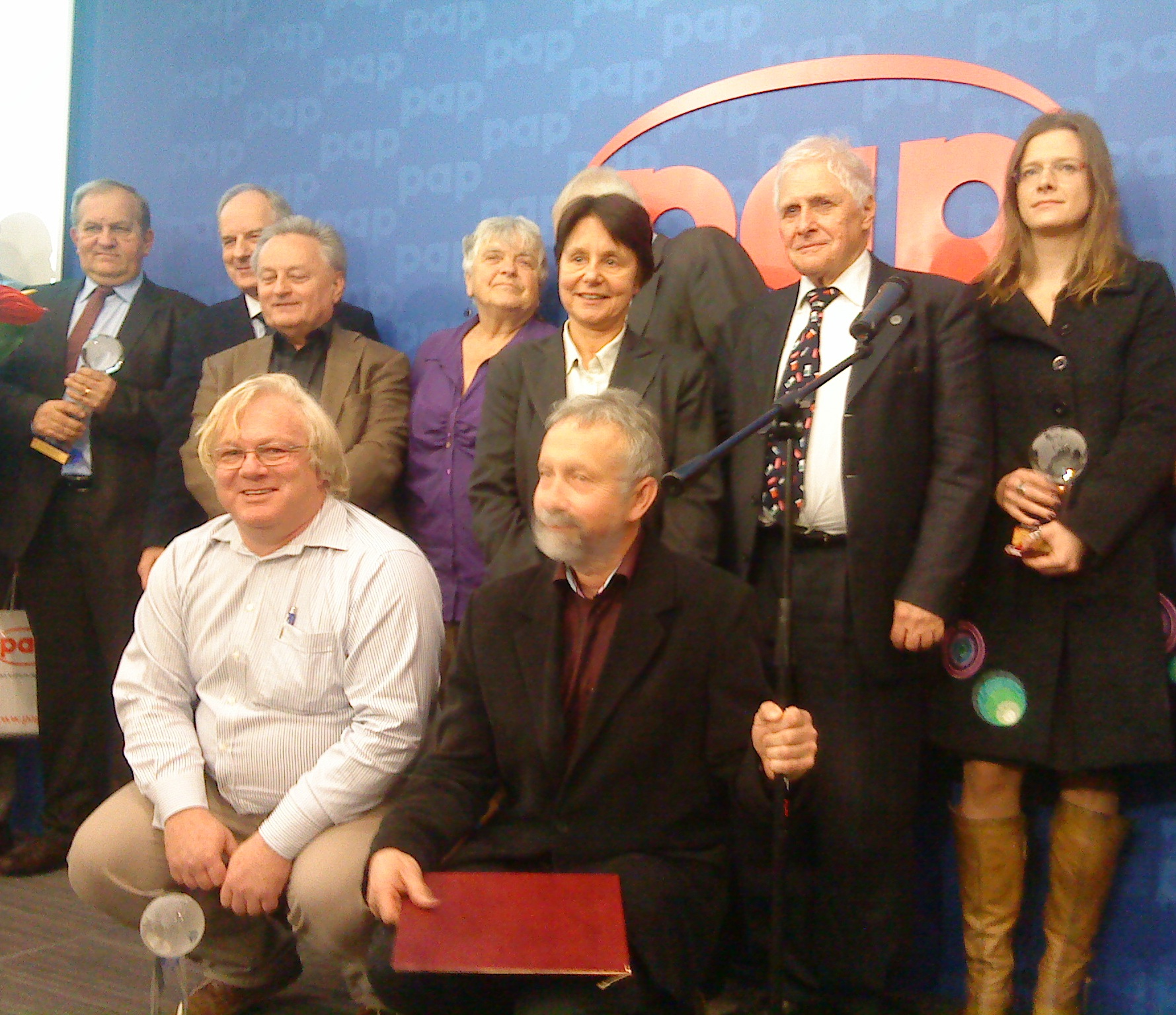
Katarzyna Górak-Sosnowska (po prawej) podczas X edycji konkursu „Popularyzator Nauki" w 2012

W 2001 uzyskała magisterium w zakresie zarządzania i marketingu oraz międzynarodowych stosunków gospodarczych i politycznych w Szkole Głównej Handlowej. Jest także absolwentką Studium Stosunków Międzykulturowych Wydziału Orientalistycznego Uniwersytetu Warszawskiego. W 2011 uzyskała magisterium w zakresie psychologii w Szkole Wyższej Psychologii Społecznej.
W 2007 uzyskała stopień doktora nauk ekonomicznych w zakresie ekonomii na podstawie pracy Świat arabski wobec globalizacji. Zmiany gospodarcze, społeczne i kulturowe w Szkole Głównej Handlowej w Warszawie, a w 2015 stopień doktora habilitowanego nauk humanistycznych w dyscyplinie religioznawstwo na podstawie cyklu publikacji Islam i społeczności muzułmańskie na Zachodzie na Wydziale Filozoficznym Uniwersytetu Jagiellońskiego.
Od 2002 pracuje w Szkole Głównej Handlowej w Warszawie (Kolegium Ekonomiczno-Społeczne), od 2018 jako kierownik Zakładu Bliskiego Wschodu i Azji Środkowej. W latach 2009–2013 pracowała w Katedrze Arabistyki i Islamistyki UW. W latach 2012-2020 pełniła funkcję Prodziekana Studium Magisterskiego SGH. Od 2018 prezes Forum Administracji Akademickiej. 
Postanowieniem z dnia 23 lipca 2025 Prezydenta RP Andrzeja Dudy otrzymała tytuł profesora nauk społecznych w dyscyplinie nauki socjologiczne. 

## Wybrane publikacje
- Kuwejt – historia i współczesność, (red. z I. Szybilską), SGH, Warszawa 2005.
- Islam i obywatelskość w Europie, (red. z K. Pędziwiatrem i P. Kubickim), Elipsa, Warszawa 2006.
- Perspektywy świata arabskiego w kontekście Milenijnych Celów Rozwoju, Stowarzyszenie ARABIA.pl, Warszawa 2007.
- Świat arabski wobec globalizacji. Uwarunkowania gospodarcze, kulturowe i społeczne, Difin, Warszawa 2007.
- W kręgu kultury islamu. Materiały dydaktyczne dla nauczycieli szkół ponadpodstawowych, współautor: M. Kubarek,  Polski Komitet ds. UNESCO, Stowarzyszenie ARABIA.pl, Warszawa 2007.
- In the World of Islam. Didactic materials for secondary school teachers, współautor: M. Kubarek, współpraca I. Morżoł, tłum. M. Kadłubowska, Polski Komitet ds. UNESCO, Warszawa 2009 (tłumaczenie poszerzone na język angielski).
- Islamimaailmas. Didaktiline materjal keskkooliõpetajatele, współautor: M. Kubarek, tłum. Jaan Tõnisson Institute, Eesti Arengukoostöö i Eesti Välispolitika Institut 2009 (zmodyfikowane tłumaczenie na język estoński).
- Języki świata. Materiały do zajęć międzykulturowych, (red. wraz z I. Morżoł), Stowarzyszenie ARABIA.pl i Polski Komitet ds. UNESCO, Warszawa 2008.
- Państwo Katar: gospodarka – polityka – kultura, (red. wraz z R. Czuldą), Ibidem, Łódź 2009.
- W stronę rozwoju. Drogi Azji i Afryki, (red., współautorzy: M. Grącik-Zajączkowska, A. Kobyłka, U. Markowska-Manista, A. Rybaczyk), Ibidem, Łódź 2009.
- Globalny Orient, (red.), CD-ROM, Wydział Orientalistyczny UW, Warszawa 2009.
- Europejczyk patrzy na Orient. Komentarz dydaktyczny, Ibidem, Łódź 2009.
- Studies on Youth Policies In the Mediterranean Partner Countries: Jordan, Institut national de la Jeunesse et de l’Education populaire, Marly le Roi 2009.
- Kulturowe uwarunkowania rozwoju w Azji i Afryce, (red. z J. Jurewicz.), Ibidem, Łódź 2010.
- Muzułmańska kultura konsumpcyjna, Wydawnictwo Akademickie Dialog, Warszawa 2011.
- Muslims in Poland and Eastern Europe. Widening the European Discourse on Islam, (red.), University of Warsaw, Warsaw 2011.
- Oblicza Azji, Afryki i Ameryki Łacińskiej. Materiały do zajęć z edukacji globalnej, (red. wraz z U. Markowską-Manista), Akademia Pedagogiki Specjalnej, Warszawa 2012.
- Bunt czy rewolucja? Przemiany na Bliskim Wschodzie po 2010 roku, (red. wraz z K. Pachniak), Ibidem, Łódź 2012.
- Queer a islam. Alternatywna seksualność w kulturach muzułmańskich, (red.), Smak Słowa, Sopot 2012.
- Tożsamość na przełomie wieków. Nowe możliwości, nowe wyzwania, (red. z A. Kozłowską), SGH, Warszawa 2013.
- Kultura popularna na Bliskim Wschodzie, (red. wraz z K. Pachniak), Difin, Warszawa 2013.
- Bankowość muzułmańska, wraz z P. Masiukiewiczem, SGH, Warszawa 2013.
- Deconstructing Islamophobia in Poland. Story of an Internet group, "Studia Arabistyczne i Islamistyczne. Monografie" 2, Katedra Arabistyki i Islamistyki, Uniwersytet Warszawski, Warszawa 2014.
- Arabska Wiosna. Kulturowy obraz przemian w świecie arabskim po 2010 roku, (red.), Smak Słowa, Sopot 2016.
- Rozmowy o islamie, (współautor: W. Cegielski), Wydawnictwo Akademickie Dialog, Warszawa 2016.
- Sport w świecie islamu: religia - rozrywka - polityka, (red.), Smak Słowa, Sopot 2017.
- Zderadykalizować radykała, (red.), Difin, Warszawa 2018.
- Dziekanaty na wyższych uczelniach: funkcjonowanie – wyzwania – dobre praktyki, (współautorzy: J. Brdulak, M. Matusewicz, I. Senator), SGH, Warszawa 2018.
- Dziekanat w procesie zmian. Nowa rzeczywistość prawna i organizacyjna, (red. z R. Pajewską-Kwaśny), SGH, Warszawa 2019.
- Muslim minorities and the refugee crisis in Europe, K. Górak-Sosnowska, J. Misiuna, M. Pachocka (red.), SGH, Warszawa 2019.
- Umiędzynarodowienie szkolnictwa wyższego. Strategie, wyzwania i dobre praktyki, K. Górak-Sosnowska, K. Kacperczyk (red.), SGH, Warszawa 2020.
- Administracja uczelni wobec nowych wyzwań. Cyfryzacja procesów, profesjonalizacja obsługi studenta, K. Górak-Sosnowska, R. Pajewska-Kwaśny (red.), SGH, Warszawa 2020.
- Takaful – ubezpieczenia muzułmańskie, współautor: R. Pajewska-Kwaśny, SGH, Warszawa 2020.
- Administracja uczelni w dobie pandemii, K. Górak-Sosnowska, L. Tomaszewska, red., SGH. Warszawa 2022.
- Non-Inclusive Education in Central and Eastern Europe, K. Górak-Sosnowska, U. Markowska-Manista red., London: Bloomsbury 2023.
- Managing Spoiled Identity. The Case of Polish Females Converts to Islam, współautorki: B. Abdallah-Krzepkowska, J. Krotofil, A. Piela. Brill: Leiden 2023.